# Waldhof (Gemeinde Michelhausen)
Waldhof ist eine Einzellage bei Michelndorf im Bezirk Tulln in Niederösterreich.
Das erste, früher nach der Flur Hausleithen ebenso mit Hausleithen bezeichnete Gehöft liegt etwa eineinhalb Kilometer südöstlich von Michelndorf beim Mühlberg (241 m), einem der letzten Ausläufer des Wienerwaldes in das Tullnerfeld. Im beginnenden 20. Jahrhundert wurde nördlich davon die Pension Waldhof errichtet, die schließlich der gesamten Ortslage ihren Namen verleihen sollte, die mittlerweile acht Hausnummern umfasst, wobei aber nicht jede Hausnummer vergeben wurde.
In der Nähe befindet sich auch der Jüdische Friedhof Michelndorf, bei dem jedoch nur noch fünf Grabsteine erhalten sind.